# Марафон (Нью-Йорк)
Марафо́н або Марато́н (англ. Marathon) — місто (англ. town) в США, в окрузі Кортленд штату Нью-Йорк. Населення — 2038 осіб (2020).

## Демографія
Згідно з переписом 2010 року, у місті мешкало 1967 осіб у 790 домогосподарствах у складі 541 родини. Було 866 помешкань
Расовий склад населення:
| - 97,9 % — білих - 0,4 % — чорних або афроамериканців - 0,3 % — корінних американців - 0,3 % — азіатів |

До двох чи більше рас належало 0,9 %. Частка іспаномовних становила 1,7 % від усіх жителів.
За віковим діапазоном населення розподілялося таким чином: 23,3 % — особи молодші 18 років, 63,3 % — особи у віці 18—64 років, 13,4 % — особи у віці 65 років та старші. Медіана віку мешканця становила 40,8 року. На 100 осіб жіночої статі у місті припадало 102,4 чоловіків;  на 100 жінок у віці від 18 років та старших — 104,7 чоловіків також старших 18 років.
Середній дохід на одне домашнє господарство  становив 71 298 доларів США (медіана — 59 821), а середній дохід на одну сім'ю — 76 437 доларів (медіана — 63 750). Медіана доходів становила 50 545 доларів для чоловіків та 31 488 доларів для жінок. За межею бідності перебувало 9,8 % осіб, у тому числі 10,1 % дітей у віці до 18 років та 10,1 % осіб у віці 65 років та старших.
Цивільне працевлаштоване населення становило 1055 осіб. Основні галузі зайнятості: освіта, охорона здоров'я та соціальна допомога — 21,4 %, виробництво — 16,5 %, роздрібна торгівля — 11,1 %, мистецтво, розваги та відпочинок — 10,9 %.